# Salusa Secundus
A Salusa Secundus Frank Herbert A Dűne regényeiben szereplő egyik bolygó.
A Gamma Walping 3. bolygója, a Császári Udvar Kaitainra való költözése után a kijelölt Császári Börtönbolygó. Salusa Secundus a Corrino-ház szülőbolygója, a Zenszuni Vándorok vándorlásának 2. állomása. A fremen hagyomány szerint hét nemzedéken át voltak rabszolgák a bolygón.
A császári ház Kaitainra költözésének oka az volt, hogy egy renegáttá vált nemesi ház a saját atomfegyverkészletével támadást intézett a Salusa Secundus ellen, mikor még itt volt a Császári Udvar. A támadást túlélte a császári ház és az udvartartással átköltöztek a Kaitainra.
Mint börtönbolygóra, ide küldik a bűnösöket. Egyes feltételezések szerint a sok viszontagságot kiállt túlélőkből lesznek a Császár katonái, a sardaukarok.